# Topološki prostor
Topološki prostor je par (X,t) skupa X i topološke strukture (topologije) t na X.
U geometriji, svojstva prostora koja se ne mijenjaju kod neprekinutih rastezanja i stezanja nazivamo topološkima, ili topološki invarijantnima i proučavamo ih u grani matematike koja se naziva topologija. Apstrahirajući takva svojstva Felix Hausdorff uveo je pojam topologije ili topološke strukture t na skupu X kao skupa t podskupova od X koji zadovoljava ova tri svostva:
- prazan skup i cijeli skup X članovi su topologije t

- presjek svaka dva (i dakle bilo koje konačne porodice) članova iz t je u t

- unija proizvoljne porodice članova iz t je u t

Članove skupa t nazivamo otvorenim skupovima topološkog prostora (X,t). Skupove oblika X\U (komplement od U u X) gdje je U iz t nazivamo zatvorenim podskupovima od X (u topologiji t). Ako je skup U otvoren i sadrži član x, tada kažemo da je U otvorena okolina od x. Općenitije, ako skup A sadrži kao podskup neki otvoreni skup U koji sadrži x, tada kažemo da je A okolina od x (koja sama nije nužno otvorena). Ako je A podskup u X, tada postoji najmanji zatvoreni skup koji sadrži A i koji je zatvoren. Taj skup nazivamo zatvaračem skupa A u (X,t).
Ako je (X,d) metrički prostor, tada skup svih unija porodica otvorenih kugli oblika B(x,r) gdje je x u X i r pozitivan realan broj, čini topologiju td na X za koju kažemo da je inducirana metrikom d. Topološki prostori oblika (X,td) gdje je (X,d) metrički prostor nazivamo metrizabilnim topološkim prostorima.  
Veliki dio moderne topologije bavi se topološkim prostorima kao osnovnim objektom proučavanja, iako postoje i neki drugi pristupi (npr. ravnomjerni ili uniformni prostori).
Više o ovoj temi možete pronaći na stranici Topologija.